# Насаф (футбольный клуб)
«Наса́ф» (узб. «Nasaf» Qarshi futbol klubi/«Насаф» Қарши футбол клуби) — узбекистанский футбольный клуб из города Карши.

## Персонал
| Позиция          | Имя                               |
| ---------------- | --------------------------------- |
| Главный Тренер   | Рузикул Бердиев                   |
| Ассистент тренер | Шухрат Тошпулатов                 |
| Фитнес тренер    | Ильнур Сибагатуллин               |
| Тренер вратаря   | Аслиддин Хасанов                  |
| Доктор           | Маъруф Бердиев                    |
| Массажисты       | Хамза Мавлонов, Андрей Безбородов |
| Администратор    | Алишер Турдыкулов                 |
| Прессман         | Сардор Нуров                      |

## Названия
| 1985-1991  | «Геолог»       |
| 1992       | «Пахтачи»      |
| 1993-1995  | «Насаф»        |
| 1996       | «Динамо-Насаф» |
| 1997-н. в. | «Насаф»        |

## История
Был основан в 1985 году (по другим данным, годом основания клуба считается 1986 год, хотя он начал играть в турнирах с 1985 года) в Карши под названием «Геолог».
В сезоне-1985 выступал в 7-й зоне Второй лиги чемпионата СССР и занял 12-е место среди 17 команд. В 1986 году каршинцы заняли последнее, 19-е место в 7-й зоне Второй лиги.
В сезонах-1987-1989 «Геолог» не участвовал в общесоюзных лигах и, видимо, играл в чемпионате Узбекской ССР. В 1990 году клуб выступал во Второй низшей лиге СССР, заняв предпоследнее, 19-е место в 9-й зоне.
В сезоне-1991 во Второй низшей лиге СССР «Геолог» стал 20-м среди 26 команд 9-й зоны. После распада СССР и обретения Узбекистаном независимости (во 2-й половине 1991 года) начал проводиться национальный чемпионат.
В 1992 году каршинский клуб был переименован в «Пахтачи». В 1-м в истории чемпионате Узбекистана он был включен в Первую лигу — 2-ю по уровню и значимости футбольную лигу Узбекистана.
По итогам сезона-1992 каршинцы заняли 9-е место среди 16 команд. В 1993 году клуб был переименован в «Насаф», а в сезоне-1996 носил название «Динамо-Насаф». До 1996 года включительно он участвовал в Первой лиге Узбекистана.
Перед сезоном-1997 произошла рокировка команд Кашкадарьинской области — «Машъал» из города Мубарек, игравший в Высшей лиге чемпионата Узбекистана, был переведён в Первую лигу, а его место отдано «Насафу».
Таким образом, начиная с 1997 года, каршинский клуб является постоянным участником Высшей лиги, став одним из сильнейших и известнейших футбольных клубов Узбекистана новейшего времени.
В дебютном сезоне в Высшей лиге он занял 6-ю позицию среди 18 команд. В 1998 году стал 5-м, а в 1999 году опустился на 11-е место.
В сезоне-2000 «Насаф» сенсационно завоевал бронзовые медали чемпионата Узбекистана, а в 2001 году повторил свой результат. В следующих трёх сезонах подряд клуб занимал 4-е места.
На данный момент «Насаф» — это 4-кратный серебряный (2011, 2017, 2020, 2023) и 11-кратный бронзовый призёр чемпионатов Узбекистана, ещё четырежды он занимал 4-е место в Высшей лиге.
9 раз выходил в финалы Кубка Узбекистана и 4 раза стал обладателем трофея. Обладатель Суперкубка Узбекистана 2016 года и Кубка АФК 2011 года (азиатского аналога Лиги Европы УЕФА).

## Достижения

### Чемпионат Узбекистана
- Чемпион - 1 раз (2024)
- Серебряный призёр — 4 раза (2011/2017/2020/2023)
- Бронзовый призёр — 11 раз (2000, 2001, 2005, 2006, 2009, 2010, 2013, 2014, 2015, 2016, 2022)

### Кубок Узбекистана
- Обладатель — 4 разa (2015, 2021, 2022, 2023).
- Финалист — 5 раз (2003, 2011, 2012, 2013, 2016).

### Другие турниры
- Обладатель Суперкубка Узбекистана (2016, 2023, 2024, 2025)
- Обладатель Кубка АФК (2011)
- Финалист Кубка АФК (2021).
- Полуфиналист Азиатского Кубка Чемпионов (2001/02).
- Обладатель приза «Fair Play» АФК — 2 раза (2002, 2011).

## Главные тренеры
| Тренер              | Период          |
| ------------------- | --------------- |
| Виктор Борисов      | 1997-1998       |
| Виктор Макаров      | 1998-1999       |
| Бахром Хакимов      | 2000-2004       |
| Олег Морозов        | 2005            |
| Бахром Хакимов      | 2006            |
| Владимир Фомичёв    | 2007            |
| Виктор Кумыков      | 2008-2010       |
| Анатолий Демьяненко | 08.2010-01.2012 |
| Рузыкул Бердыев     | 01.2012-05.2012 |
| Усмон Тошев         | 05.2012-11.2012 |
| Рузыкул Бердыев     | 11.2012-н.в.    |